# What Lies Beneath
What Lies Beneath – trzeci album studyjny fińskiej wokalistki Tarji Turunen. Wydawnictwo ukazało się 1 września 2010 w Finlandii, dwa dni później w Niemczech, Szwajcarii i Austrii, 6 września w pozostałych krajach świata. Z kolei w Stanach Zjednoczonych płyta została wydana 14 września nakładem The End Records. Na wzbogaconym o drugą płytę albumie został wydany m.in. interpretacja utworu "Still of the Night" z repertuaru Whitesnake oraz niespełna czternasto minutowa relacja Turunen z procesu nagraniowego. 
Album poprzedził singel Falling Awake wydany 19 lipca 2010 roku na 10" płycie winylowej w limitowanym do 1000 egzemplarzy nakładzie. Do kompozycji został zrealizowany ponadto teledysk. Na początku sierpnia został opublikowany drugi teledysk promujący What Lies Beneath do kompozycji I Feel Immortal.
Okładkę What Lies Beneath wykonał Dirk Rudolph na podstawie zdjęć Jensa Boldta. W Stanach Zjednoczonych  wydawnictwo ukazało się ze zmienioną oprawa graficzną. Gościnnie w nagraniach wzięli udział m.in.: Phil Labonte z grupy All That Remains, wirtuoz gitary Joe Satriani, członek formacji Five Finger Death Punch - Jason Hook oraz perkusista Living Colour - Will Calhoun.

## Lista utworów
Opracowano na podstawie materiału źródłowego.
Edycja podstawowa
1. "Anteroom of Death (feat. van Canto)" (Michelle Leonard, Kiko Masbaum, Tarja Turunen) - 4:41
2. "Until My Last Breath" (Tarja Turunen, Johnny Andrews) - 4:24
3. "I Feel Immortal" (Toby Gad, Lindy Robbins, Tarja Turunen, Kerli) - 4:35
4. "In For A Kill" (Anders Wollbeck, Tarja Turunen, Matthias Lindblom) - 4:35
5. "Underneath" (Tarja Turunen, Johnny Andrews) - 5:27
6. "Little Lies" (Tarja Turunen, Johnny Andrews, Alex Scholpp) - 4:37
7. "Rivers of Lust" (Tarja Turunen, Jessika Lundstrom, Kid Crazy, Johan Westmar, Kristoffer Karlsson) - 4:24
8. "Dark Star (feat. Phil Labonte)" (Tarja Turunen, Johnny Andrews) - 4:33
9. "Falling Awake (feat. Joe Satriani)" (Tarja Turunen, Johnny Andrews) - 5:14
10. "The Archive of Lost Dreams" (Tarja Turunen) - 4:49
11. "Crimson Deep (feat. Will Calhoun)"  (Tarja Turunen, Bart Hendrickson, Angela Heldmann) - 7:35

Edycja północnoamerykańska
1. "Montañas de Silencio"  (Martin Tillman, Tarja Turunen) - 4:25

Edycja deluxe, bonus CD 2
1. "We Are"  (Anders Wollbeck, Tarja Turunen, Matthias Lindblom) - 4:16
2. "Naiad"  (Torsten Stenzel, Tarja Turunen, Adrian Zagoritis, Angela Heldmann) - 7:19
3. "Still of the Night"  (David Coverdale, John Sykes) - 6:33
4. "Tarja Speaks About "What Lies Beneath" (Video)" - 13:49

## Twórcy
Opracowano na podstawie materiału źródłowego.
| - Tarja Turunen - wokal prowadzący, wokal wspierający, fortepian, produkcja muzyczna - Bart Hendrickson - gitara akustyczna, gitara basowa, programowanie, instrumenty klawiszowe, orkiestracje, aranżacje chóru, produkcja muzyczna - Martin Tillman - fortepian, wiolonczela, instrumenty klawiszowe, produkcja muzyczna, orkiestracje - Alex Scholpp - gitara akustyczna, gitara elektryczna, produkcja muzyczna - Marzi Nyman - gitara - Julian Barrett - gitara - Martin Toledo - gitara - Doug Wimbish - gitara basowa - Christian Kretschmar - klawesyn, instrumenty klawiszowe, programowanie, organy hammonda - Kid Crazy - fortepian, instrumenty klawiszowe, programowanie - Johnny Andrews - instrumenty klawiszowe - Mike Terrana - perkusja - Will Calhoun - perkusja, instrumenty perkusyjne - Max Lilja - wiolonczela, aranżacje smyczków - Philip Labonte - gościnnie wokal - Van Canto - gościnnie wokal - Joe Satriani - gościnnie gitara - Tim Davies - orkiestracje, dyrygent - Jim Dooley - orkiestracje, aranżacje chóru | - Pauline Fleming - skrzypce - Rèmi Moingeon - altówka - Colin Richardson - miksowanie - Tim Palmer - miksowanie, inżynieria dźwięku - Slamm Andrews - miksowanie, inżynieria dźwięku - Tom Palmer - miksowanie - Mario Altamirano - inżynieria dźwięku - Martyn "Ginge" Ford - inżynieria dźwięku - Peter Fuchs - inżynieria dźwięku - Louie Teran - inżynieria dźwięku - Jarrad Hearman - asystent inżyniera dźwięku - Jetro Vainio - programowanie, inżynieria dźwięku - Stefan Sebastian Schmidt - aranżacje - Mel Wesson - aranżacje - Jens Boldt - zdjęcia - Dirk Rudolph - oprawa graficzna - Salla Kaarina Mäntymaa - makijaż - Heidi Reponen - makijaż, stylizacja - Marcelo Cabuli - producent wykonawczy - Daniel Pieper - A&R - The Slovak National Choir - wykonanie partii chóru - The Slovak National Symphony Orchestra - wykonanie orkiestracji |

## Listy sprzedaży
| Lista                   | Kraj            | Pozycja |
| ----------------------- | --------------- | ------- |
| Ö3 Austria Top 40       | Austria         | 12      |
| OLiS                    | Polska          | 28      |
| Sverigetopplistan       | Szwecja         | 45      |
| Ultratop 50             | Belgia          | 42      |
| Suomen virallinen lista | Finlandia       | 7       |
| Schweizer Hitparade     | Szwajcaria      | 11      |
| IFPI                    | Czechy          | 6       |
| Mahasz                  | Węgry           | 30      |
| UK Albums Chart         | Wielka Brytania | 115     |